# Acteniopsis
Acteniopsis is een geslacht van vlinders van de familie snuitmotten (Pyralidae), uit de onderfamilie Pyralinae.

## Soorten
- A. kurdistanella Amsel, 1959
- A. robustus Asselbergs, 2010